# تجمع وادي المخاظة (العبر)

تعديل مصدري - تعديل

تجمع وادي المخاظة هي إحدى قرى عزلة العبر بمديرية العبر التابعة لمحافظة حضرموت، بلغ تعداد سكانها 99 نسمة حسب تعداد اليمن لعام 2004.